# 1950-es sakkolimpia
A 9. sakkolimpia 1950. augusztus 20. és szeptember 11. között Jugoszláviában, Dubrovnikban (ma Horvátország) került megrendezésre. Ez volt az első sakkolimpia a II. világháborút követően, és ez volt az első „nyílt” sakkolimpia, amelyen először játszott a férfiak között női játékos a francia Chaudé de Silans személyében.

## A résztvevők
A jugoszláv pártvezetéssel fennálló politikai nézetkülönbségek miatt a Szovjetunió és a szocialista országok – köztük Magyarország – bojkottálták a rendezvényt, így azon csak 16 ország vett részt. A csapatok 6 főt nevezhettek, akik közül egyidejűleg négy játszott. Meg kellett adni a játékosok közötti erősorrendet, és az egyes fordulókban ennek megfelelően ülhettek le a táblákhoz. Ez lehetővé tette, hogy táblánként állapítsák meg és hirdessék ki a legjobb egyéni eredményt elérőket.
Több csapat is eséllyel pályázott az olimpiai bajnoki címre. A hazai pálya előnyét is élvező jugoszláv csapat nagyon erős volt. Az amerikai válogatottat olyan nevek fémjelezték, mint Samuel Reshevsky és Horowitz, az argentinok csapatában a legutóbbi, 1939-es sakkolimpiát követően az országban maradt lengyel Miguel Najdorf és a német Pilnik játszott, a holland válogatottat Max Euwe egykori világbajnok vezette az első táblán.
Ez volt az első sakkolimpia, amelyen az 1950 óta odaítélt nemzetközi nagymesteri és nemzetközi mesteri címek már megjelentek a nevek mellett. A versenyen  négy nemzetközi nagymester (Max Euwe, Samuel Reshevsky, Miguel Najdorf, Ksawery Tartakower) és 23 nemzetközi mester, köztük olyan nevek, mint a jugoszláv Svetozar Gligorić, a nyugat-német Unzicker és az argentin Bolbochán, ült asztalhoz.

## A verseny lefolyása
A verseny körmérkőzéses formában került megrendezésre. A csapat eredményét az egyes versenyzők által megszerzett pontok alapján számolták. Holtverseny esetén vették csak figyelembe a csapateredményeket, ahol a csapatgyőzelem 2 pontot, a döntetlen 1 pontot ért. A játszmákban 2 óra 30 perc állt rendelkezésre 40 lépés megtételéhez, majd további óránként 16 lépést kellett megtenni.
A versenyt végül a hazai pálya előnyét is élvező, hat nemzetközi mesterrel felálló jugoszláv csapat nyerte az argentin válogatott előtt. Meglepetésre a fiatal nyugat-német csapat szerezte meg a bronzérmet.

## A verseny végeredménye
| H. | Ország                    | O.kód | 1  | 2  | 3  | 4  | 5  | 6  | 7  | 8  | 9  | 10 | 11 | 12 | 13 | 14 | 15 | 16 | P   | MP | +  | = | -  |
| -- | ------------------------- | ----- | -- | -- | -- | -- | -- | -- | -- | -- | -- | -- | -- | -- | -- | -- | -- | -- | --- | -- | -- | - | -- |
| 1  | Jugoszlávia               | YUG   | ●  | 1½ | 3  | 2  | 2½ | 3  | 2  | 2  | 3½ | 3  | 3  | 4  | 4  | 4  | 4  | 4  | 45½ | 25 | 11 | 3 | 1  |
| 2  | Argentína                 | ARG   | 2½ | ●  | 2  | 1½ | 1½ | 4  | 3  | 3  | 2½ | 2½ | 3½ | 3½ | 4  | 3½ | 3½ | 3  | 43½ | 25 | 12 | 1 | 2  |
| 3  | NSZK                      | GER   | 1  | 2  | ●  | 1½ | 3  | 2½ | 2½ | 2½ | 3  | 3  | 4  | 3  | 3  | 2  | 3½ | 4  | 40½ | 24 | 11 | 2 | 2  |
| 4  | Amerikai Egyesült Államok | USA   | 2  | 2½ | 2½ | ●  | 2  | 2½ | 2  | 3½ | 2  | 2½ | 2½ | 3  | 3  | 2½ | 4  | 3½ | 40  | 26 | 11 | 4 | 0  |
| 5  | Hollandia                 | NED   | 1½ | 2½ | 1  | 2  | ●  | 1½ | 2½ | 2½ | 2  | 2  | 2  | 3½ | 3½ | 2½ | 4  | 4  | 37  | 20 | 8  | 4 | 3  |
| 6  | Belgium                   | BEL   | 1  | 0  | 1½ | 1½ | 2½ | ●  | 2½ | 2  | 2  | 3  | 3½ | 1½ | 3½ | 3  | 1½ | 3  | 32  | 16 | 7  | 2 | 6  |
| 7  | Ausztria                  | AUT   | 2  | 1  | 1½ | 2  | 1½ | 1½ | ●  | 2½ | 2  | 1½ | 2½ | 1½ | 2  | 3  | 3½ | 3½ | 31½ | 14 | 5  | 4 | 6  |
| 8  | Chile                     | CHI   | 2  | 1  | 1½ | ½  | 1½ | 2  | 1½ | ●  | 2  | 2½ | 2  | 3  | 2½ | 2½ | 4  | 2  | 30½ | 15 | 5  | 5 | 5  |
| 9  | Franciaország             | FRA   | ½  | 1½ | 1  | 2  | 2  | 2  | 2  | 2  | ●  | ½  | 1  | 2½ | 2½ | 2  | 3½ | 3½ | 28½ | 14 | 4  | 6 | 5  |
| 10 | Finnország                | FIN   | 1  | 1½ | 1  | 1½ | 2  | 1  | 2½ | 1½ | 3½ | ●  | ½  | 3  | 1½ | 2  | 3  | 2½ | 28  | 12 | 5  | 2 | 8  |
| 11 | Svédország                | SWE   | 1  | ½  | 0  | 1½ | 2  | ½  | 1½ | 2  | 3  | 3½ | ●  | 1½ | 2  | 3  | 2  | 3½ | 27½ | 12 | 4  | 4 | 7  |
| 12 | Olaszország               | ITA   | 0  | ½  | 1  | 1  | ½  | 2½ | 2½ | 1  | 1½ | 1  | 2½ | ●  | 3  | 3½ | 2  | 2½ | 25  | 13 | 6  | 1 | 8  |
| 13 | Dánia                     | DEN   | 0  | 0  | 1  | 1  | ½  | ½  | 2  | 1½ | 1½ | 2½ | 2  | 1  | ●  | 2  | 3  | 3½ | 22  | 9  | 3  | 3 | 9  |
| 14 | Peru                      | PER   | 0  | ½  | 2  | 1½ | 1½ | 1  | 1  | 1½ | 2  | 2  | 1  | ½  | 2  | ●  | 3  | 2  | 21½ | 7  | 1  | 5 | 9  |
| 15 | Norvégia                  | NOR   | 0  | ½  | ½  | 0  | 0  | 2½ | ½  | 0  | ½  | 1  | 2  | 2  | 1  | 1  | ●  | 3½ | 15  | 6  | 2  | 2 | 11 |
| 16 | Görögország               | GRE   | 0  | 1  | 0  | ½  | 0  | 1  | ½  | 2  | ½  | 1½ | ½  | 1½ | ½  | 2  | ½  | ●  | 12  | 2  | 0  | 2 | 13 |

## Az egyéni legjobb pontszerzők
Táblánként az első három legjobb százalékos arányt elérő versenyzőt díjazták éremmel a döntőben elért eredmények alapján. A 2. tartalékok között csak két olyan játékos volt, aki legalább a fordulók felének megfelelő, azaz minimum nyolc játszmát játszott.
| H. | Versenyző neve    | Ország                    | Pont | Játszmaszám | Százalék |
| -- | ----------------- | ------------------------- | ---- | ----------- | -------- |
|    | Wolfgang Unzicker | NSZK                      | 11   | 14          | 78,6     |
|    | Miguel Najdorf    | Argentína                 | 11   | 14          | 78,6     |
|    | Samuel Reshevsky  | Amerikai Egyesült Államok | 8½   | 11          | 77,3     |
| H. | Versenyző neve    | Ország        | Pont | Játszmaszám | Százalék |
| -- | ----------------- | ------------- | ---- | ----------- | -------- |
|    | Julio Bolbochán   | Argentína     | 11½  | 14          | 82,1     |
|    | Lothar Schmid     | NSZK          | 9    | 12          | 75       |
|    | Nicolas Rossolimo | Franciaország | 9    | 12          | 75       |
| H. | Versenyző neve   | Ország      | Pont | Játszmaszám | Százalék |
| -- | ---------------- | ----------- | ---- | ----------- | -------- |
|    | Petar Trifunović | Jugoszlávia | 10   | 13          | 76,9     |
|    | Lodewijk Prins   | Hollandia   | 6½   | 10          | 65       |
|    | Gerhard Pfeiffer | NSZK        | 7    | 11          | 63,6     |
| H. | Versenyző neve        | Ország      | Pont | Játszmaszám | Százalék |
| -- | --------------------- | ----------- | ---- | ----------- | -------- |
|    | Braslav Rabar         | Jugoszlávia | 9    | 10          | 90       |
|    | Nicolaas Cortlever    | Hollandia   | 8½   | 11          | 77,3     |
|    | Nils Bergquist        | Svédország  | 7½   | 12          | 62,5     |
|    | Héctor Decio Rossetto | Argentína   | 7½   | 12          | 62,5     |
| H. | Versenyző neve      | Ország                    | Pont | Játszmaszám | Százalék |
| -- | ------------------- | ------------------------- | ---- | ----------- | -------- |
|    | Herman Pilnik       | Argentína                 | 7½   | 10          | 75       |
|    | Hans Lambert        | Ausztria                  | 8    | 12          | 66,7     |
|    | George Kramer       | Amerikai Egyesült Államok | 7½   | 12          | 62,5     |
|    | Hans-Hilmar Staudte | NSZK                      | 7½   | 12          | 62,5     |
| H. | Versenyző neve     | Ország                    | Pont | Játszmaszám | Százalék |
| -- | ------------------ | ------------------------- | ---- | ----------- | -------- |
|    | Larry Melvyn Evans | Amerikai Egyesült Államok | 9    | 10          | 90       |
|    | Jan Donner         | Hollandia                 | 4½   | 8           | 56,3     |

## A dobogón végzett csapatok tagjainak egyéni eredményei
| Югославия - Svetozar Gligorić (+9 −2 =4) - Vasja Pirc (+7 −2 =5) - Petar Trifunović (+8 −1 =4) - Braslav Rabar (+8 −0 =2) - Milan Vidmar (+4 −0 =2) - Stojan Puc (+1 −1 =0) | Argentína - Miguel Najdorf (+8 −0 =6) - Julio Bolbochán (+9 −0 =5) - Carlos Guimard (+4 −2 =4) - Héctor Rossetto (+4 −1 =7) - Herman Pilnik (+6 −1 =3) | Német Szövetségi Köztársaság - Wolfgang Unzicker (+9 −1 =4) - Lothar Schmid (+7 −1 =4) - Gerhard Pfeiffer (+4 −1 =6) - Ludwig Rellstab (+3 −2 =6) - Hans-Hilmar Staudte (+6 −3 =3) |